# Amphipsylla longispina
Amphipsylla longispina är en loppart som beskrevs av Scalon 1950. Amphipsylla longispina ingår i släktet Amphipsylla och familjen smågnagarloppor.

## Underarter
Arten delas in i följande underarter:
- A. l. longispina
- A. l. gongheensis